# 阿賀沖油ガス田
阿賀沖油ガス田（あがおきゆガスでん）とは、かつて新潟県新潟市新潟東港約15km沖合に2箇所にわたって存在していた海上油田・ガス田である。2つのプラットフォームの設置深度は80m程度であった。
日本において、本格的にプラットフォームを設置して洋上掘削を行った草創期の油田の一つである。日本海洋石油資源開発・出光石油開発・アコモジャパンにより共同開発が行われた。東新潟火力発電所にも天然ガスを供給していた実績がある。

## 歴史
- 1972年 - ボーリング調査により海底2,000m付近で油田、ガス田が確認される。
- 1974年 - プラットフォームが設置される。
- 1975年 - 洋上から新潟東港に至るパイプライン輸送管が敷設される。
- 1976年 - 生産が開始される。
- 1977年 - 日平均生産量が最大期を迎え、日生産量原油333キロリットル、天然ガス17万立方メートルを記録した。
- 1998年 - 資源の枯渇により生産が中止された。
- 1999年 - プラットフォームを撤去し閉山する。累計生産量は原油1,433千キロリットル、天然ガス4,072百万立方メートルであった[2]。